# Virginie Razzano
Virginie Razzano, född 12 maj 1983 i Nîmes är en fransk professionell tennisspelare.

## Tenniskarriär

### 1999–2000
Razzano gjorde sin debut som wild card–spelare på Franska öppna 1998. Året därefter blev hon professionell tennisspelare på WTA-touren. 2000 vann hon totalt tre ITF–turneringar, en i singel och två i dubbel. Hon deltog senare i tre Grand Slam-turneringarna. Tre förluster i tredje omgången, första omgången samt i kvalificeringen (Franska öppna, Australiska öppna och US Open) blev årets facit.

### 2001
I Birmingham nådde Razzano en kvartsfinal som bäst. Razzano spelade alla Grand Slam-turneringar, med hennes bästa resultat i Australiska öppna, där hon nådde tredje omgången (förlust mot Martina Hingis 5–7, 6–1) samt Franska öppna i samma omgång (förlust mot Justine Henin 3–6, 4–6). Efter säsongens slut avancerade Razzano 10 placeringar och slutade året som nummer 90.

### 2002
Razzano inledde 2002 års upplaga som semifinalist på Sarasota. (Matchen mot Jelena Dokić avbröts då Razzano drabbats av en armbågskada och på Luxembourg (förlust mot Kim Clijsters). Sin säsong avslutade hon med en vinst i en ITF–turnering i singel.

### 2003
Endast två turneringar blev det för den unga fransyskan, i Estoril och kvartsfinalen i Palermo.

### 2004
Sin första final nådde Razzano i Tashkent, som hon förlorade mot Nicole Vaidišová 5–7, 6–3, 6–2. På Wimbledonmästerskapen slutade Razzano som bäst i tredje omgången, där hon ställdes mot italienskan Rita Grande. Efter underläge lyckades Razzano vinna det andra setet, men Grande kvitterade och slutsiffrorna skrevs till 6–4, 4–6, 6–3. På vägen fram besegrades bland annat ryskorna Svetlana Kuznetsova 7–6, 3–6, 6–4 och Jelena Lichovtseva 6–1, 6–2. 

### 2005
På Amelia Island besegrade Razzano flera toppseedade spelare, bland annat före detta världsnian Alicia Molik och världstian Vera Zvonarjova, innan hon föll i semin mot Silvia Farina Elia. Trots förlusten avancerade Razzano 25 placeringar på världsrankingen och slutade året som nummer 35.

### 2006–2007
På US Open besegrades bland annat före detta världsettan Martina Hingis i andra omgången. Det tog dock stopp för henne i fjärde omgången när Dinara Safina avgjorde med 0–6, 5–7. På Wimbledonmästerskapen i gräs fick Razzano lämna turneringen redan efter första omgången (förlust mot ejseedade Yvonne Meusburger 4–6, 5–7). Sin andra WTA–final förlorade hon mot Gisela Dusko i Forest Hills.
Razzano kunde dock erövra sina första två WTA–titlar i Guangzhou (vinst mot Tzipora Obziler från Israel 6–0, 6–3) samt i Tokyo (vinst mot före detta världsettan Venus Williams 4–6, 7–6(7), 6–4).

### 2008
Razzano inledde säsongen med en förlust mot Ana Ivanović 6–1, 2–6, 7–5 i första omgången på Medibank International Sydney. Hon deltog också i olympiska sommarspelen 2008.

### 2009
På Dubai Tennis Championships fick Razzano sin revansch när hon avgjorde mot Dinara Safina 6–4, 6–2. Detta var hennes första vinst över en tennisspelare i topp 5–rankingen. Tjeckiskan Daniela Hantuchová kunde sedan besegras 6–2, 1–6, 6–2 samt Vera Zvonarjova 7–6(7), 7–5. I semin besegrade Razzano Kaia Kanepi från Estland med slutsiffrorna 6–1, 6–2. Trots fransyskans segersvit besegrades Razzano av Venus Williams i finalen 6–4, 6–2.

## WTA–titlar

### Singel

#### Vinster (6)
| År | Mästerskap                | Bana      | Finalmotståndare | Setsiffror       |
| 1. | Deauville, Frankrike      | Grus      | Olivia Sanchez   | 6–4, 7–5         |
| 2. | Cergy-Pontoise, Frankrike | Hardcourt | Iva Majoli       | 3–6, 6–4, 6–3    |
| 3. | Lexington, USA            | Hardcourt | Samantha Reeves  | 7–6(5), 7–6(5)   |
| 4. | Bordeaux, Frankrike       | Grus      | Émilie Loit      | 7–5, 2–6, 6–2    |
| 5. | Guangzhou, Kina           | Hardcourt | Tzipora Obziler  | 6–0, 6–3         |
| 6. | Tokyo, Japan              | Hardcourt | Venus Williams   | 4–6, 7–6(7), 6–4 |

#### Finalförluster (3)
| År | Mästerskap          | Bana      | Finalmotståndare | Setsiffror    |
| 1. | Tashkent, Kazakstan | Hardcourt | Nicole Vaidišová | 5–7, 6–3, 6–2 |
| 2. | Forest Hills, USA   | Hardcourt | Gisela Dulko     | 6–2, 6–2      |
| 3. | Dubai, Indien       | Hardcourt | Venus Williams   | 6–4, 6–2      |

### Dubbel (1)

#### Vinst (1)
| År | Mästerskap       | Bana      | Partner    | Finalmotståndare             | Setsiffror |
| 1. | Paris, Frankrike | Hardcourt | Iva Majoli | Kimberly Po Nathalie Tauziat | 6–3, 7–5   |